# Brutus (belgische Band)
Brutus ist eine belgische Band aus Löwen, deren Stil dem Progressive Rock, Post-Hardcore sowie Math-Rock zugerechnet wird.

## Geschichte

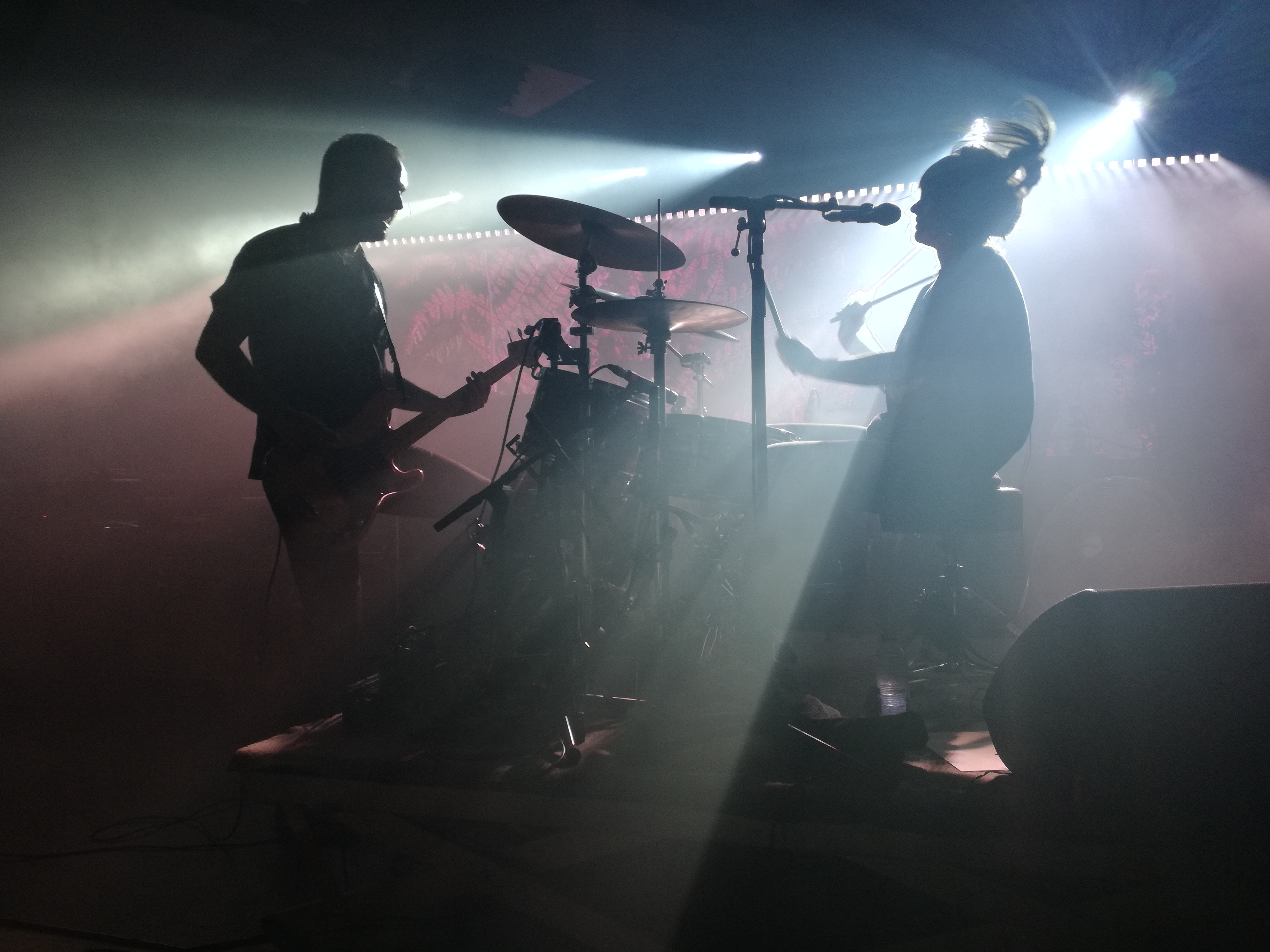
Peter Mulders und Stefanie Mannaerts

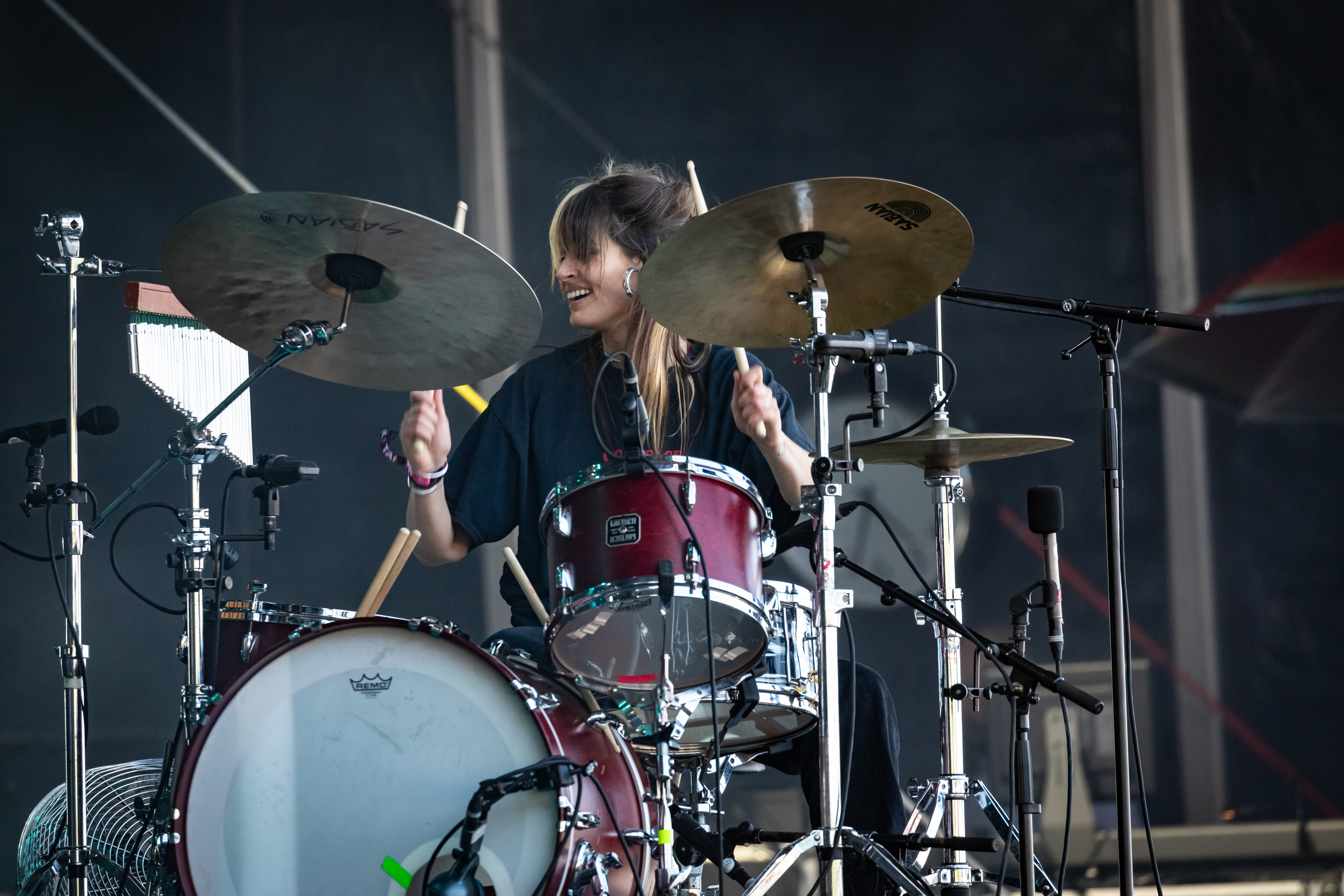
Stefanie Mannaerts live bei Rock am Ring 2023

Die Mitglieder von Brutus lernten sich kennen, während sie in verschiedenen Bands in der Region um Löwen spielten. Stefanie Mannaerts (Schlagzeug, Gesang) und Peter 
Mulders (Bass) spielten gemeinsam in Refused Party Program, einer Refused-Tribute-Band. Zudem spielte Stefanie Mannaerts auch mit Stijn Vanhoegaerden in der Band „Starfucker“.
2014 und 2015 spielte Brutus auf diversen Festivals, wie dem Pukkelpop, dem Rock Herk sowie dem Dour Festival. 2016 nahm die Band in Vancouver ihr erstes Album in Zusammenarbeit mit Jesse Gander auf. Ihr Burst betiteltes Debüt erschien 2016 auf Hassle Records (EU) sowie Sargent House (USA und International). Das zweite Album mit dem Titel Nest erschien im Jahr 2019.

## Diskografie

### Alben
| Jahr | Titel         | Höchstplatzierung, Gesamtwochen, AuszeichnungChartplatzierungen (Jahr, Titel, Platzierungen, Wochen, Auszeichnungen, Anmerkungen) | Höchstplatzierung, Gesamtwochen, AuszeichnungChartplatzierungen (Jahr, Titel, Platzierungen, Wochen, Auszeichnungen, Anmerkungen) | Anmerkungen |
| Jahr | Titel         | BEF | DE | Anmerkungen |
| ---- | ------------- | --- | --- | ----------- |
| 2017 | Burst         | BEF30 (38 Wo.)BEF | — |             |
| 2019 | Nest          | BEF4 (14 Wo.)BEF | — |             |
| 2020 | Live in Ghent | BEF63 (3 Wo.)BEF | — | Livealbum   |
| 2022 | Unison Life   | BEF6 (20 Wo.)BEF | DE73 (1 Wo.)DE |             |

### Singles
- 2016: All Along
- 2017: Drive
- 2017: Horde II
- 2018: Justide de Julia II
- 2019: War
- 2019: Cemetery
- 2019: Django
- 2019: Carry
- 2020: Sand
- 2022: Dust
- 2022: Victoria
- 2023: Love Won‘t Hide the Ugliness
- 2024: The Deadly Rhythm
- 2024: Paradise